# Euphrosine aurantiaca
Euphrosine aurantiaca är en ringmaskart som beskrevs av Johnson 1897. Euphrosine aurantiaca ingår i släktet Euphrosine och familjen Euphrosinidae. Inga underarter finns listade i Catalogue of Life.